# 24 luglio 1970 Joan Baez all'Arena Civica di Milano
24 luglio 1970 Joan Baez all'Arena Civica di Milano è un album live di Joan Baez, pubblicato (inizialmente solo in Italia) dalla Vanguard Records nel 1970.

## Tracce
Lato A
1. Farewell Angelina (Bob Dylan)
2. Love Is Just a Four-Letter Word (Bob Dylan)
3. Joe Hill (Earl Robinson, Alfred Hayes)
4. A Song for David (Joan Baez)
5. At the Brand New Tennessee Waltz (Jesse Winchester)
6. Suzanne (Leonard Cohen)

Lato B
1. C'era un ragazzo che come me amava i Beatles e i Rolling Stones (Mauro Lusini, Franco Migliacci)
2. Vagabondo (Joan Baez)
3. Sweet Sir Galahad (Joan Baez)
4. North (Joan Baez, Nina Dusheck)
5. Where Have All the Flowers Gone (Pete Seeger)
6. Ghetto (Homer Banks, Bonnie Bramlett, Bettye Crutcher)
7. Kumbaya (Tradizionale, arrangiamento di Joan Baez)

## Musicisti
- Joan Baez - voce, chitarra acustica